# Mery Spolsky
Mery Spolsky, właśc. Maria Ewa Żak (ur. 14 listopada 1993 w Warszawie) – polska piosenkarka, autorka tekstów, kompozytorka, producentka muzyczna, prezenterka telewizyjna i projektantka ubrań.
Przez lata aktywności muzycznej wystąpiła na festiwalach muzycznych, takich jak Europejskie Targi Muzyczne CoJestGrane w Warszawie, Enea Spring Break w Poznaniu, Open’er Festival, Kraków Live Festival, Pol’and’Rock Festival, Orange Warsaw Festival, Męskie Granie, Late Summer Festival, United Islands of Prague, FEST Festival czy Rockowizna. Wystąpiła jako support przed Imany podczas koncertów w Poznaniu i Warszawie oraz podczas koncertu Coldplay na Stadionie Narodowym w Warszawie.

## Rodzina i edukacja
Jest córką Ewy i Arkadiusza Żaków. Kiedy miała 14 lat, zaczęła naukę gry na gitarze, którą otrzymała od ojca. Ukończyła naukę w Państwowej Szkole Muzycznej I i II stopnia nr 2 im. Fryderyka Chopina w Warszawie w klasie skrzypiec. Uczęszczała do Ogniska Teatralnego u Machulskich.
Studiowała filologię angielską i amerykanistykę na Uniwersytecie Warszawskim oraz scenariopisarstwo w Warszawskiej Szkole Filmowej.

## Działalność muzyczna
Zadebiutowała jako piosenkarka w zespole psychodelicznym Makijaż, z którym zaczęła występować na większych scenach. Później, wraz z Kubą Bąkałą, stworzyła duet popowy Różowe Okulary.
Od 2014 działa pod pseudonimem Mery Spolsky. Za własną interpretację utworu „Śpij, bajki śnij” otrzymała drugą nagrodę na Grechuta Festivalu. W marcu 2015 zdobyła wyróżnienie za wykonanie własnego utworu „Imperium moich czarnych brwi” i interpretację piosenki „Kiedy mnie już nie będzie” z tekstem Agnieszki Osieckiej na 36. Przeglądzie Piosenki Aktorskiej we Wrocławiu. 12 czerwca tego samego roku za wykonanie utworu „Cała jesteś w skowronkach” otrzymała nagrodę za najlepszy debiut od Stowarzyszenia Artystów Wykonawców Utworów Muzycznych i Słowno-Muzycznych (SAWP) w koncercie „Debiutów” podczas 52. Krajowego Festiwalu Piosenki Polskiej w Opolu. W październiku 2015 za cover utworu Marka Grechuty „W dzikie wino zaplątani” dostała nagrodę główną i nagrodę publiczności na festiwalu Pejzaż bez Ciebie. W plebiscycie „Przebój roku 2015” radia Tok FM zajęła pierwsze miejsce z piosenką „Kiedy mnie już nie będzie”, cover piosenki Seweryna Krajewskiego. W 2016 zajęła pierwsze miejsce na festiwalu Carpathia w Rzeszowie oraz otrzymała nagrody za najlepszą kompozycję i najciekawszą osobowość sceniczną, poza tym zajęła drugie miejsce na Festiwalu Młodych Talentów w Szczecinie, a pod koniec roku pojawiła się gościnnie w utworze „Romantyczna miłość” rapera Vixena.

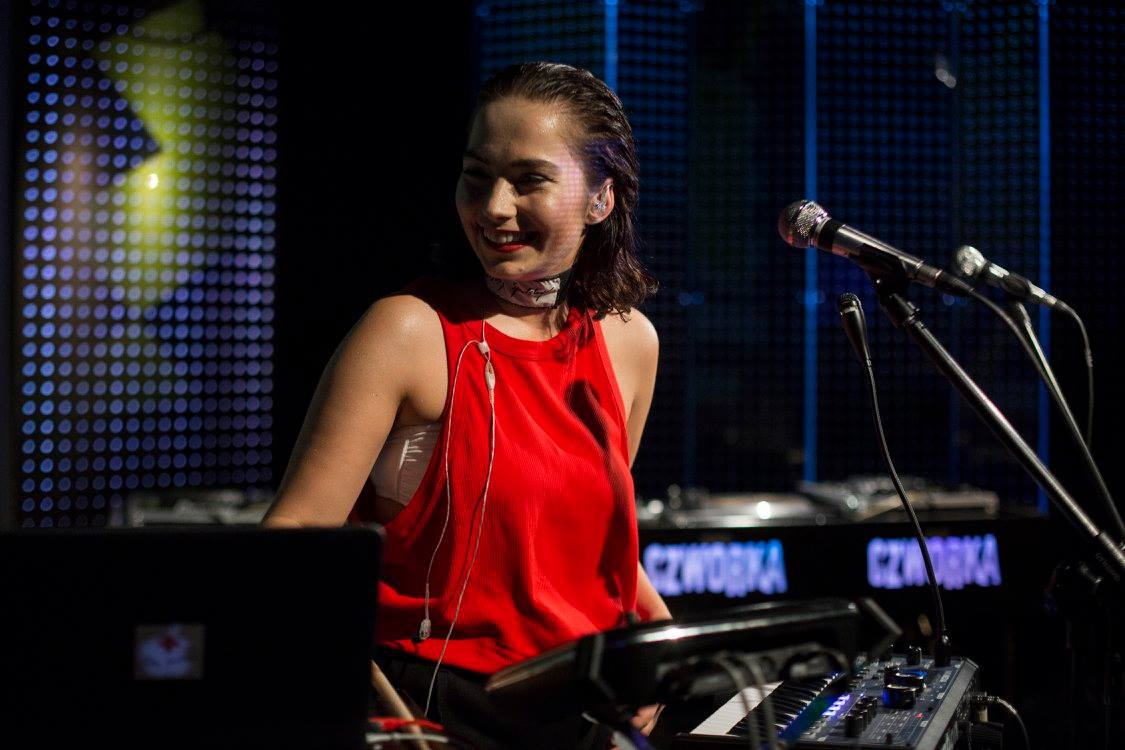
Mery Spolsky w Czwórce (2017)

W 2016 podpisała kontrakt z wytwórnią Kayax, pod której szyldem w czerwcu 2017 wydała debiutancki singiel „Miło było pana poznać” razem z teledyskiem. 8 września wydała singiel „Alarm”, do którego nakręciła teledysk w Tokio. Dokładnie tydzień później wydała debiutancki album studyjny pt. Miło było pana poznać, za który otrzymała nominacje do Nagrody Muzycznej „Fryderyk” w kategoriach: fonograficzny debiut roku i album roku elektronika. Na trzeci singiel z płyty wybrała piosenkę „Liczydło”, do którego nakręciła teledysk wydany 8 marca 2018. W tym samym roku zagrała koncert w ramach cyklu Sofar Sounds Warsaw, na którym zaśpiewała m.in. nową wersję utworu „Miło było pana poznać”.
7 czerwca 2019 wydała singiel „Fak”, którym zapowiedziała swój album pt. Dekalog Spolsky. Z płytą dotarła do 15. miejsca listy 50 najlepiej sprzedających się albumów w Polsce. We wrześniu 2019 opublikowała utwór „Bigotka”. W styczniu 2020 za Dekalog Spolsky otrzymała nominację do Fryderyka za elektroniczny album roku. W maju wzięła udział w akcji #hot16challenge2 promującej zbiórkę funduszy na rzecz personelu medycznego pracującego w czasie trwania pandemii COVID-19. We wrześniu ukazał się utwór nagrany z Kayah „Królestwo kobiet” nawiązujący do serialu TVN pod tym samym tytułem. W listopadzie zaśpiewała utwór „Sorry from the Mountain” w finale 9. sezonu reality show Top Model. Na początku grudnia wraz z Julią Wieniawą i Arkiem Kłusowskim wydali świąteczny singiel „Wspólna chwila”, który powstał na potrzeby spotu promującego portal Allegro.
10 listopada 2023 wydała album pt. Erotik Era, z którym zadebiutowała na piątym miejscu OLiS.

## Działalność pozamuzyczna

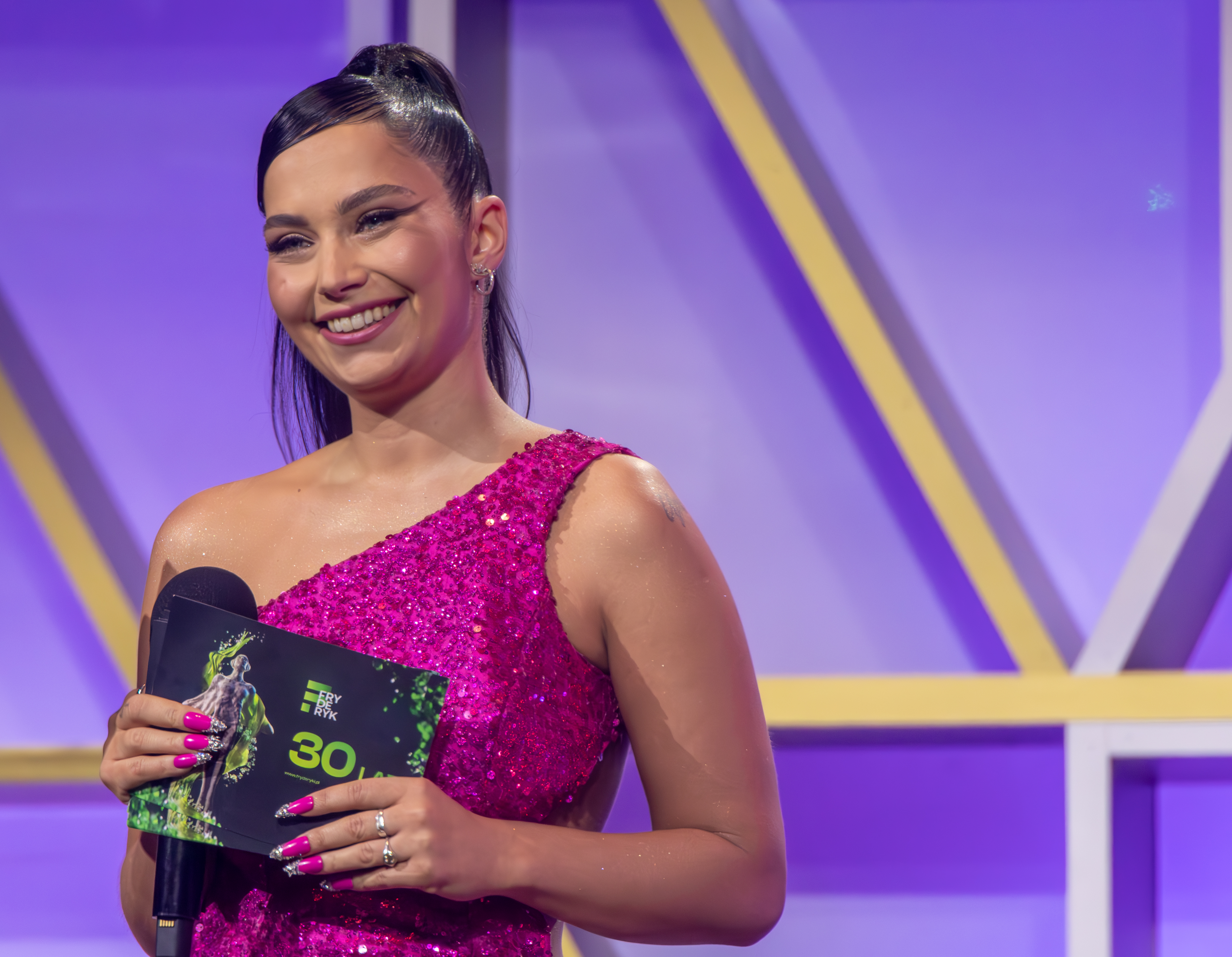
Mery Spolsky na gali Fryderyków 2024

Od marca 2020 do grudnia 2021 prowadziła autorską audycję Alfabet Spolsky w newonce.radio. Od 15 czerwca 2024 prowadzi autorską audycję muzyczną Era Spolsky w Radio Nowy Świat.
W 2021 nakładem Wydawnictwa Wielka Litera ukazała się debiutancka powieść piosenkarki pt. Jestem Marysia i chyba się zabiję dzisiaj.
Prowadziła lub współprowadziła imprezy emitowane przez TVN: ceremonie wręczenia Fryderyków (2021 i 2024), pojedyncze dni Top of the Top Sopot Festivalu (2023 i 2024) oraz koncert Wianki nad Wisłą 2024. W 2024 prowadziła program rozrywkowy Czas na Show. Drag Me Out, a w 2025 została jedną z jurorek 10. edycji programu You Can Dance – Po prostu tańcz!..

## Dyskografia

### Albumy studyjne
| Rok  | Dane dot. albumu | Najwyższa pozycja na liście |
| Rok  | Dane dot. albumu | POL                         |
| ---- | --- | --------------------------- |
| 2017 | Miło było pana poznać - Wydany: 15 września 2017 - Wytwórnia: Kayax - Format: CD, digital download, streaming, winyl | 35                          |
| 2019 | Dekalog Spolsky - Wydany: 27 września 2019 - Wytwórnia: Kayax - Format: CD, digital download, streaming, winyl       | 15                          |
| 2023 | Erotik era - Wydany: 10 listopada 2023 - Wytwórnia: Kayax - Format: CD, digital download, streaming, winyl           | 5                           |

### Inne albumy
| Rok  | Dane dot. albumu |
| ---- | --- |
| 2021 | Jestem Marysia i chyba się zabiję dzisiaj - Wydany: 8 listopada 2021 - Wytwórnia: Kayax - Format: CD, digital download, streaming |

### Single
Jako główna artystka
| Rok                                                       | Tytuł                                                   | Najwyższe pozycje na listach | Najwyższe pozycje na listach | Album                                     |
| Rok                                                       | Tytuł                                                   | POL (iTunes)                 | POL (Apple Music)            | Album                                     |
| --------------------------------------------------------- | ------------------------------------------------------- | ---------------------------- | ---------------------------- | ----------------------------------------- |
| 2017                                                      | „Miło było pana poznać”                                 | –                            | –                            | Miło było pana poznać                     |
| 2017                                                      | „Alarm”                                                 | –                            | –                            | Miło było pana poznać                     |
| 2018                                                      | „Liczydło”                                              | –                            | –                            | Miło było pana poznać                     |
| 2018                                                      | „Morze”                                                 | 59                           | –                            | –                                         |
| 2018                                                      | „Halo!”                                                 | –                            | –                            | –                                         |
| 2018                                                      | „Czekam Very Much”                                      | –                            | –                            | –                                         |
| 2018                                                      | „Ups!” (gościnnie: Igorilla)                            | 86                           | –                            | Dekalog Spolsky                           |
| 2019                                                      | „Fak”                                                   | 90                           | –                            | Dekalog Spolsky                           |
| 2019                                                      | „Bigotka”                                               | –                            | –                            | Dekalog Spolsky                           |
| 2020                                                      | „Mazowiecka kiecka”                                     | 58                           | –                            | Dekalog Spolsky                           |
| 2020                                                      | „Hot16ChallengeSpolsky”                                 | –                            | –                            | –                                         |
| 2020                                                      | „Królestwo kobiet” (oraz Kayah)                         | 11                           | 24                           | Królestwo kobiet (ścieżka dźwiękowa)      |
| 2020                                                      | „Sorry from the Mountain”                               | –                            | –                            | Dekalog Spolsky                           |
| 2020                                                      | „Wspólna chwila” (oraz Julia Wieniawa i Arek Kłusowski) | 26                           | –                            | –                                         |
| 2021                                                      | „Trapowe opowiadanie”                                   | –                            | –                            | Jestem Marysia i chyba się zabiję dzisiaj |
| 2021                                                      | „Papa”                                                  | –                            | –                            | Jestem Marysia i chyba się zabiję dzisiaj |
| 2021                                                      | „Nie mam czasu na seks (Kayax XX Rework)”               | –                            | –                            | –                                         |
| 2022                                                      | „Cekinowa Bomba”                                        | –                            | –                            | Jestem Marysia i chyba się zabiję dzisiaj |
| 2022                                                      | „Hebefrenicze” (oraz thekayetan)                        | –                            | –                            | Psychodynamiczne                          |
| 2022                                                      | „Bez wymówek” (oraz Kuba Karaś)                         | –                            | –                            | –                                         |
| 2023                                                      | „Suka”                                                  | –                            | –                            | Erotik era (+ reedycja)                   |
| 2023                                                      | „Maria przed ołtarzem”                                  | –                            | –                            | Erotik era (+ reedycja)                   |
| 2023                                                      | „Polskie chłopaky”                                      | –                            | –                            | Erotik era (+ reedycja)                   |
| 2023                                                      | „Lateks”                                                | –                            | –                            | Erotik era (+ reedycja)                   |
| 2024                                                      | „Santorini”                                             | –                            | –                            | Erotik era (+ reedycja)                   |
| 2024                                                      | „Gotik Lolita”                                          | –                            | –                            | Erotik era (+ reedycja)                   |
| „–” oznacza, że singiel nie był notowany na danej liście. |                                                         |                              |                              |                                           |

Z gościnnym udziałem
| Rok  | Tytuł                                                                               | Album      |
| ---- | ----------------------------------------------------------------------------------- | ---------- |
| 2016 | „Romantyczna miłość” (Vixen, gościnnie: Mery Spolsky)                               | Vixtoria   |
| 2021 | „Grzyby” (Rat Kru, gościnnie: Mery Spolsky)                                         | Winogrady  |
| 2021 | „Testy” (Sarius, gościnnie: Mery Spolsky)                                           | Antihype 2 |
| 2023 | „100 pytań do” (Kępiński Kowalonek, gościnnie: Mery Spolsky)                        | Kintsugi   |
| 2023 | „Cudowne lata” (Natalia Kukulska, gościnnie: Margaret, Mery Spolsky, Bovska, Zalia) | –          |

### Występy gościnne
| Rok  | Wykonawca/Album           | Utwór                                                      | Źródło |
| ---- | ------------------------- | ---------------------------------------------------------- | ------ |
| 2016 | Vixen – Vixtoria          | „Falala”, „Same Shit”, „Romantyczna miłość”, „Pani paczka” | [ 60 ] |
| 2017 | Oer – Definicja brzmienia | „Przyjemny lęk”                                            | [ 61 ] |
| 2021 | Arek Kłusowski – Lumpeks  | „Dzieci z prowincji”                                       | [ 62 ] |

### Utwory dla innych artystów
| Rok  | Wykonawca                 | Album          | Utwór                      | Uwagi  | Źródło |
| ---- | ------------------------- | -------------- | -------------------------- | ------ | ------ |
| 2020 | Hologramy i Alan Szymczak | –              | „Mała apokalipsa”          | muzyka | [ 63 ] |
| 2020 | Julia Wieniawa            | Omamy          | „SMRC”                     | słowa  | [ 64 ] |
| 2022 | Ewa Farna                 | Umami          | „Smutna piosenka”          | słowa  | [ 65 ] |
| 2022 | Sarsa                     | Prolog 5 minut | „Trzecia minuta”           | słowa  | [ 66 ] |
| 2023 | Patricia Kazadi           | Makasi 19-23   | „Say It Bwoy (Dirty Talk)” | słowa  | [ 67 ] |
| 2023 | Ewa Farna                 | –              | „Czeski film”              | słowa  | [ 68 ] |

## Nagrody i nominacje
| Rok  | Konkurs                                                        | Kategoria                                                                                | Rezultat  |
| ---- | -------------------------------------------------------------- | ---------------------------------------------------------------------------------------- | --------- |
| 2018 | Fryderyki 2018                                                 | Fonograficzny debiut roku                                                                | Nominacja |
| 2018 | Fryderyki 2018                                                 | Album roku elektronika (Miło było pana poznać)                                           | Nominacja |
| 2020 | Fryderyki 2020                                                 | Album roku elektronika (Dekalog Spolsky)                                                 | Nominacja |
| 2021 | The Pop Hub Awards                                             | Ulubiony Polski Artysta                                                                  | Wygrana   |
| 2021 | Kobieta Roku „Glamour”                                         | Misja                                                                                    | Wygrana   |
| 2021 | Nagroda Artystyczna Miasta Torunia im. Grzegorza Ciechowskiego |                                                                                          | Wygrana   |
| 2022 | Fryderyki 2022                                                 | Artystka roku                                                                            | Nominacja |
| 2022 | Fryderyki 2022                                                 | Album roku piosenka poetycka/muzyka autorska (Jestem Marysia i chyba się zabiję dzisiaj) | Nominacja |
| 2024 | Fryderyki 2024                                                 | Artystka roku                                                                            | Nominacja |
| 2024 | Fryderyki 2024                                                 | Album roku pop (Erotik era)                                                              | Nominacja |